# Penicillium smithii
Penicillium smithii är en svampart som beskrevs av Quintan. 1982. Penicillium smithii ingår i släktet Penicillium och familjen Trichocomaceae.   Inga underarter finns listade i Catalogue of Life.